# Delver Koog

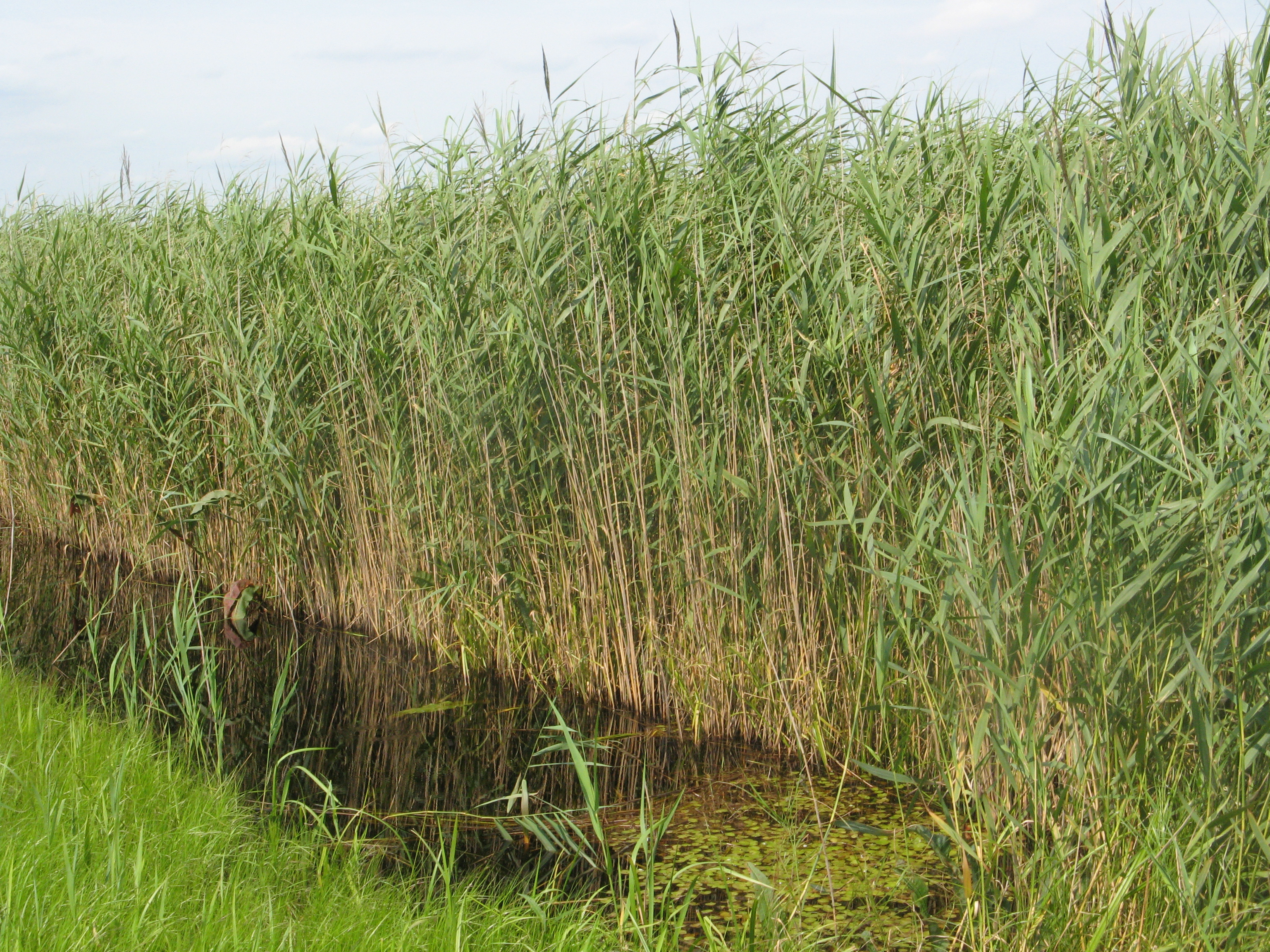
Schilf im Delver Koog

Der Delver Koog ist ein durch Grünlandwirtschaft geprägter, etwa 1200 Hektar großer Koog, der in einer der großen Eiderschleifen gelegen ist. In ihm liegt eines von zehn Naturschutzgebieten in der Region Eider-Treene-Niederung im westlichen Schleswig-Holstein. Der Koog ist ein Teil der Gemeinde Delve im Kreis Dithmarschen. Der Naturschutzbund Deutschland, Landesverband Schleswig-Holstein betreut das Naturschutzgebiet.
Das Naturschutzgebiet zeichnet sich durch Niedermoorbereiche mit Röhrichten, Großseggenriedern und Kleinseggenwiesen aus. Die vielen kleinflächig offenen Wasserflächen mit einem weitläufigen Bewässerungs-Grabensystem stellen insbesondere für Vögel einen bedeutenden Lebensraum dar.
Ursprünglich war das Gebiet dem Tideneinfluss der Eider ausgesetzt und wurde vor allem zur Reetgewinnung genutzt. In der Zeit galt der Slogan „Wenn Du wullt warrn in't Bett ni natt, denn kumm nan’n Delv un koop Di Dack!“ Auch heute noch werden Flächen des Kooges zur Reetgewinnung genutzt.
Als 1936 der Grundwasserspiegel der Gegend gesenkt wurde, baute man hier eine Randverwallung und bewässerte das Gebiet, um den Reetanbau nicht zu gefährden – in der Folge entwickelte es sich zu einem Rückzugsort für Tiere und Pflanzen, die in feuchten Niedermoorgebieten leben. Es besitzt ausgedehnte Schilfflächen und beherbergt seltene Pflanzen wie Wollgras und diverse Kleinseggenarten.
Der Delver Koog ist eines der bedeutendsten Rastgebiete der Kornweihe, ebenso rasten hier andere Wat- und Wiesenvögel auf ihren Zügen. Weiterhin leben im Delver Koog Rohrammer, Rohrschwirl, verschiedene Rohrsängerarten, die Große Rohrdommel und die Rohrweihe.